# Lijst van weg- en veldkapellen in Tilburg
Dit is een onvolledige lijst van veldkapellen in de gemeente Tilburg. Kapelletjes komen vooral in het zuiden van Nederland voor en werden dikwijls gebouwd ter verering van een heilige.
| Kapel                                            | Adres                                            | Plaats         | Bouwperiode  | Architect        | Foto                               |
| ------------------------------------------------ | ------------------------------------------------ | -------------- | ------------ | ---------------- | ---------------------------------- |
| Mariakapel                                       | Brem                                             | Berkel-Enschot | 1946         |                  |                                    |
| Onze-Lieve-Vrouw van Altijddurende Bijstandkapel | Spoordijk-Streepstraat                           | Berkel-Enschot | 1900 en 1935 |                  |                                    |
| Onze-Lieve-Vrouw van Heukelomkapel               | Heukelomseweg                                    | Berkel-Enschot | 1930         |                  |                                    |
| Kerkhofkapel                                     | Begraafplaats Trappistenklooster, Eindhovenseweg | Berkel-Enschot |              |                  |                                    |
| Mariakapel                                       | Delmerweg 15                                     | Tilburg        | 1950         | Jos Bedaux       |                                    |
| Hasseltse kapel                                  | Hasseltplein 7                                   | Tilburg        | 16e eeuw     |                  |                                    |
| Mariakapel                                       | Professor van Buchemlaan-Ringbaan Zuid           | Tilburg        | 1945         |                  |                                    |
| Mariakapel                                       | Kruisvaardersstraat-Ringbaan Zuid                | Tilburg        | 1937         |                  |                                    |
| Onze-Lieve-Vrouw ter Noodkapel                   | Kapelhof 6                                       | Tilburg        | 1964         | J.C.A. Schijvens | Onze Lieve Vrouw ter Nood, Tilburg |
| Mariakapel                                       | Korvelplein-Korenbloemstraat                     | Tilburg        |              |                  |                                    |
| Damascuskapel                                    | Oude Langstraat 55                               | Tilburg        | 1930         |                  |                                    |
| Mariakapel (Boskapel)                            | Schoorstraat 16                                  | Udenhout       | 1946         | Jos Bedaux       | Mariakapel, Udenhout               |